# Guillaume Apollinaire
Guillaume Apollinaire (Rim, 26. kolovoza 1880. – Pariz, 9. studenog 1918.), francusko-poljski pisac i dramatičar. Rodio se kao Wilhelm Apolinaris de Kostrowitsky, ali je promijenio ime.

## Životopis
Majka mu je poljska grofica i pustolovka Agnes de Kostrowitsky rođena u Bjelorusiji, a otac mu je navodno talijansko-švicarski diplomat, koji ga nikad nije priznao. 
Išao je u najbolje škole na Azurnoj obali i na drugim mjestima. Nakon završetka školovanja uputio se u Pariz, gdje je postao ugledni član zajednice boema na Montparnasseu. Postao je vrlo popularan i među njegovim prijateljima i suradnicima u ovom razdoblju ubrajaju se Pablo Picasso, Gertrude Stein, Marc Chagall i drugi. Marie Laurencin mu je bila i ljubavnica, a često ju je nazivao i svojom muzom.
Krajem 1909. ili početkom 1910. Jean Metzinger je naslikao kubistički portret Apollinaiera. U svom "Vie anecdotique", 16. listopada 1911., pjesnik je ponosno napisao: "Čast mi je biti prvi model kubističkog slikara, Jeana Metzingera, za portret izložen u Salonu neovisnosti (Salon des indépendants)". Po Apollinaireu, to nije bio samo prvi kubistički portret, već i prvi veliki portret pjesnika javno izložen. Dana 7. rujna 1911. godine policija ga je uhitila zbog sumnje da je sudjelovao u krađi Mona Lise, ali je pušten tjedan dana kasnije.
Sudjelovao je u Prvom svjetskom ratu, gdje je pogođen u glavu, nakon koje se nikad u potpunosti nije oporavio. Za vrijeme oporavka napisao je svoju dramu "Tiresijine dojke". Tijekom ovog razdoblja prvi je put upotrijebio riječ "nadrealizam" u programu napomena za mjuzikl "Parada" Jeana Cocteaua i Erika Satiea. 
On je također objavio i umjetnički manifest, "L'Esprit Nouveau et les Poètes". Apolinerov status književnog kritičara je najpoznatiji i najutjecajniji u svom priznanju Marquisa de Sade, čiji radovi su dugo bili nejasni, ali u to vrijeme postaju popularni pod utjecajem dadaističkih i nadrealističkih događaja u Montparnasseu početkom 20. stoljeća, kao "najslobodnijeg duha koji je ikad postojao".
Najpoznatiji je kao pjesnik (zbirke "Alkohol" i postumno objavljeni "Kaligrami" gdje tekst pravi sliku onog što je tema pjesme), a također i kao autor poluerotskih romana "Jedanaest tisuća buzdovana" ("Les onzes milles Verges"). Prvom do smrti nije htio priznati autorstvo. Volio se elegantno odjevati. Umro je dva dana prije kraja Prvog svjetskog rata, s 38 godina, u svom pariškom stanu, od napadaja španjolske gripe. Estetski nasljednici su mu David Herbert Lawrence i Henry Miller.